# Бранденбургские летние концерты
«Бранденбургские летние концерты» (нем. Brandenburgische Sommerkonzerte) — ежегодный фестиваль классической музыки, который проходит с середины июня до середины сентября в исторических местах Бранденбурга и органично вписывается в спектр событий, привлекающих любителей классики в разных германских землях.
Начиная с 1991 года, серия концертов «Классика на прогулке» (нем. Klassiker auf Landpartie) связывает летние концерты с туристическими программами культурных экскурсий по Бранденбургу. Со времени основания этого фестиваля проведено более семисот концертов на более чем 200 площадках.

## История
Инициатором проведения «Бранденбургских летних концертов» стал в 1990 году житель Берлина доктор Вернер Мартин (нем. Werner Martin). Первоначальная идея фестиваля была нацелена на то, чтобы к культурному развитию земли Бранденбург приобщить жителей бывшего Западного Берлина, для которых до объединения Германии в 1990 году доступ на эту территорию был ограничен. В 1991 году фестиваль начался с семи концертов. В последнее время ежегодно проводится более 100 культурных событий. Территориально охвачены не только окрестности столичных городов Потсдама и Берлина, но также множество мест по всей земле Бранденбург.
С 1991 по 2016 годы «Бранденбургские летние концерты» 15 раз награждались Премией туризма земли Бранденбург в категории «культура» за то, что они значительно расширяют рамки обычных концертов и предлагают слушателям насладиться не только музыкой, но и гостеприимством местных жителей, познакомиться с историей небольших бранденбургских городов, деревень, архитектурных памятников, а также с кулинарными особенностями региона. Площадками для выступлений музыкантов могут быть концертные залы, церкви, замки, парки, производственные цеха, строящийся аэропорт и т. д..
Обобщение накопленного 25-летнего опыта проведения «Бранденбургских летних концертов» стало содержанием книги Вернера Мартина и Манфреда Штольпе, опубликованной в 2015 году берлинским издательством  Nicolai Verlag. Книга под названием «Идёт от моего сердца» (нем. Geh aus mein Herz...) содержит 320 страниц текста с множеством иллюстраций и вкраплениями цитат из произведений немецких писателей и поэтов, в частности, из путевых очерков «Странствия по марке Бранденбург»  Теодора Фонтане, в которых он рассказывает об истории и культуре Бранденбурга. С внутренним смыслом культурной традиции проведения летних концертов в Брандербурге согласуется приведенная в книге цитата из романа Теодора Фонтане «Пути-перепутья» (нем. Irrungen, Wirrungen, 1888):

... Все удовольствия — это продукт воображения, и тот, кто обладает лучшей фантазией, получает наибольшее наслаждение. Только нереальное имеет ценность и на самом деле является единственной реальностью...
Оригинальный текст (нем.)...Alle Genüsse sind schlißlich Einbildung, und wer die beste Fantasie hat, hat den größten Genuß. Nur das Unwirkliche macht den Wert und ist eigentlich das einzig Reale...

## Концепция
Художественная программа «Бранденбургских летних концертов» фокусируется на приглашении всемирно известных солистов и ансамблей, давно сотрудничающих с немецкими оркестрами, а также на продвижении новых имён молодых исполнителей и коллективов.
Среди широко известных музыкантов участниками этого фестиваля были: Владимир Ашкенази, Рикардо Шайи, Барбара Хендрикс, Олли Мустонен, Ларс Фогт, Альбрехт Майер и Тревор Пиннок, различные ансамбли и оркестры, например, Немецкий симфонический оркестр Берлина, Академия Святого Мартина в полях, Лейпцигский оркестр Гевандхауза, Il Giardino Armonico, Санкт-Петербургская камерная филармония и другие.

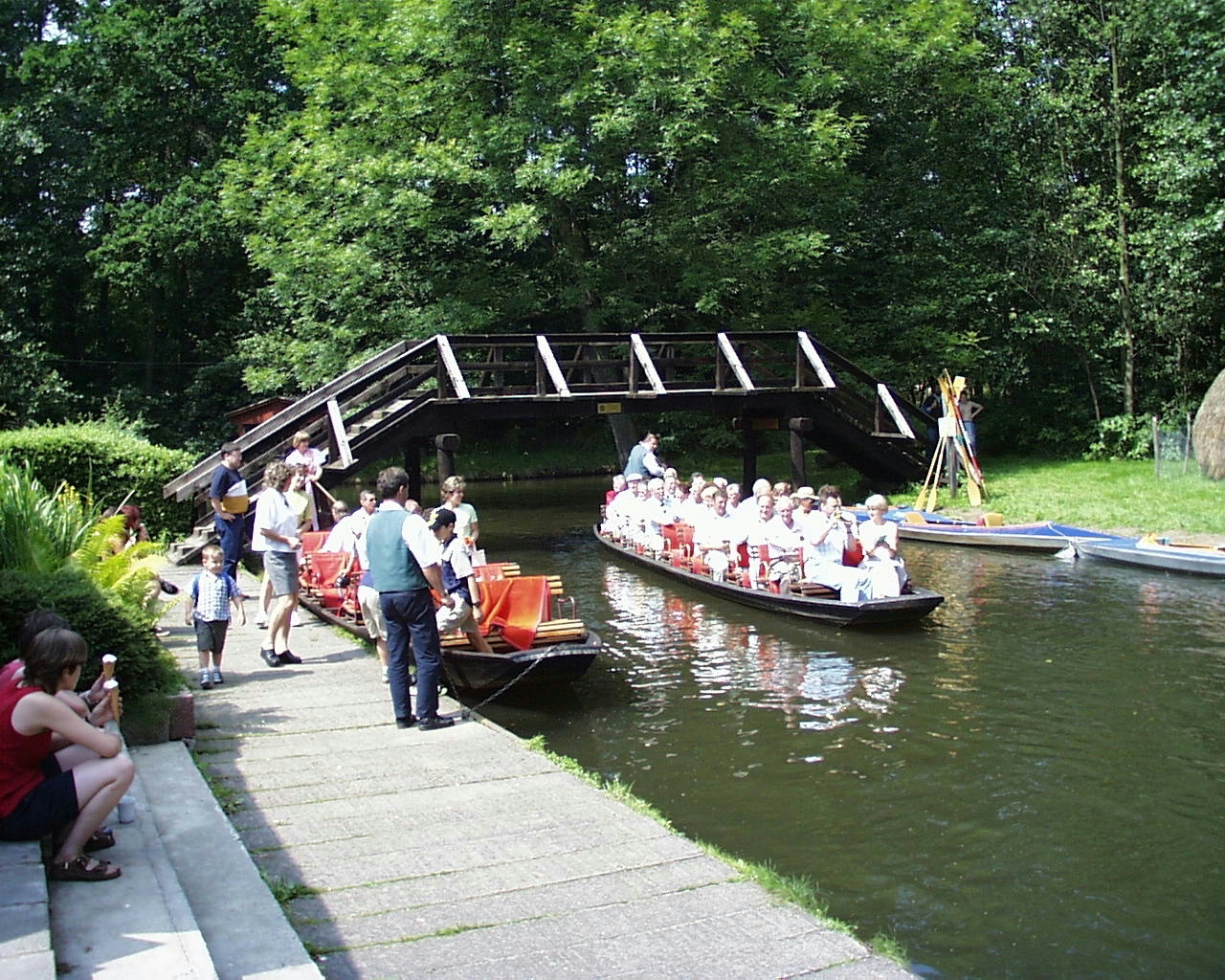
Экскурсия по Шпревальду

Программа «Классика на прогулке» как дополнение к концертам включает в себя разнообразные экскурсии, например, на лодках по Шпревальду, на пароходах по судоходным рекам, на региональных поездах и автобусах. Поездки предусматривают знакомство с историческими памятниками и природными заповедниками, посетители могут узнать много нового, включаясь в беседы с экскурсоводами и местными жителями.
«Бранденбургские летние концерты» помимо прямого назначения видят свою важную задачу в том, чтобы, привлекая внимание общественности к историческим объектам, способствовать их сохранению. Финансовые поступления от продажи билетов частично расходуются на охрану памятников истории и культуры. Не только доходы от кулинарного обслуживания туристов, но также поступления от крупных благотворительных проектов и частных спонсоров позволяют постоянно расширять спектр предложений в рамках программы проведения фестиваля. 
Конкретная программа концертов на каждое лето (с 10 июня по 10 сентября) готовится заранее и анонсируется в интернете. Общественная телерадиокомпания земель Бранденбург и Берлин RBB, радиостанции Deutschlandfunk, Deutschlandradio, Deutschlandfunk Kultur транслируют как репортажи о фестивале, так и сами концертные выступления.

## Структура
Объединение «Brandenburgische Sommerkonzerte GmbH» отвечает за планирование и проведение фестиваля. Исполнительный комитет состоит из активных участников, которые налаживают контакты с представителями культуры и искусства, с руководством региона, с учёными и религиозными деятелями. Немецкие политики Манфред Штольпе и Маттиас Платцек, занимавшие пост премьер-министра Бранденбурга в разные годы, оказывали активную поддержку организаторам, предоставляя свой патронат фестивалю. Со времени появления летние концерты не получают государственного бюджетного финансирования. За поступающие средства для проведения фестиваля его организаторы выражают на официальном сайте благодарности спонсорам из различных корпораций и фондов, а также всем тем, кто вносит пожертвования от частного сектора.